# Sphaerostephanos maemonensis
Sphaerostephanos maemonensis är en kärrbräkenväxtart som först beskrevs av Warren Herbert Wagner och Grether, och fick sitt nu gällande namn av Holtt. Sphaerostephanos maemonensis ingår i släktet Sphaerostephanos och familjen Thelypteridaceae. Inga underarter finns listade.